# Pasties

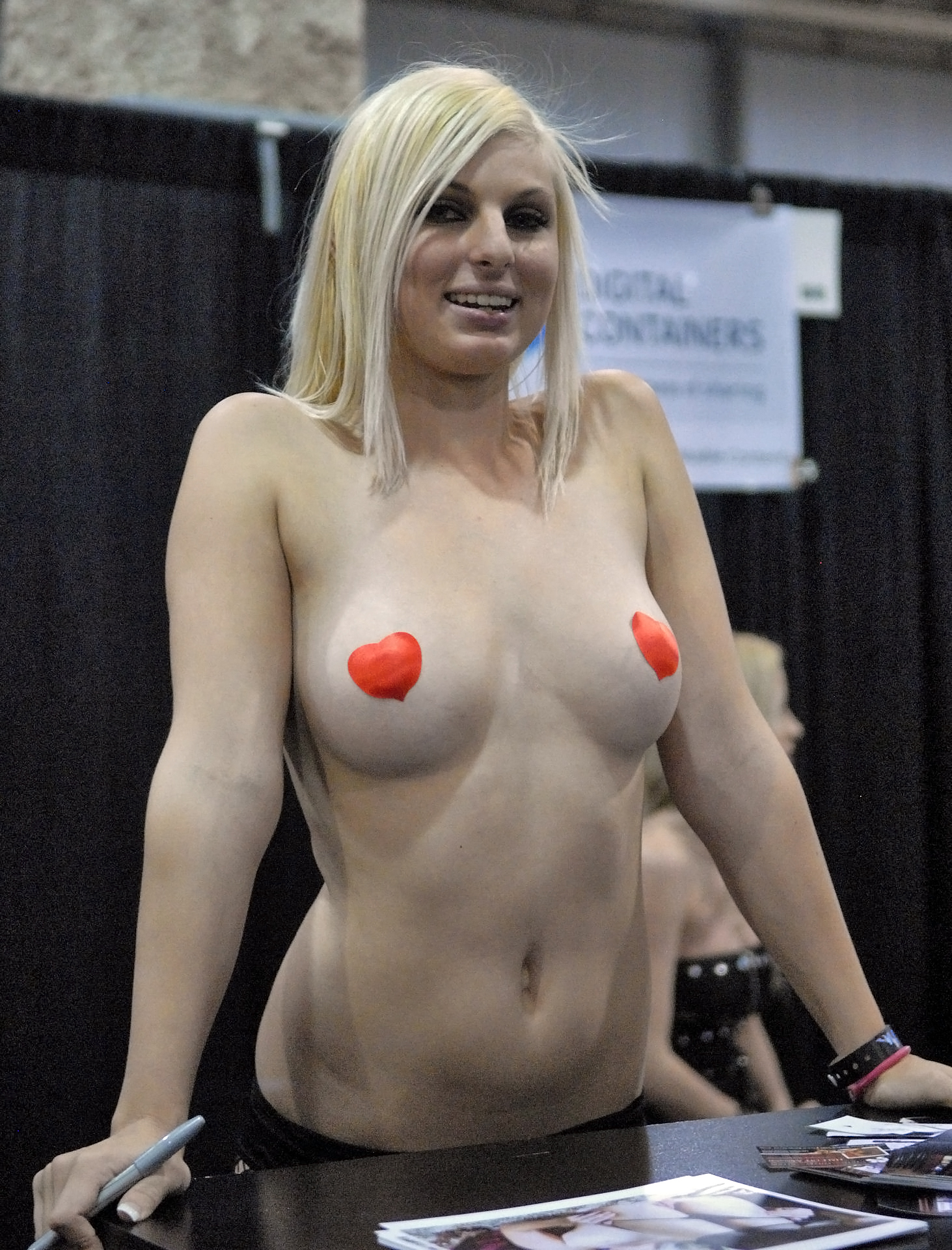
L'actriu prono Charlize Danay utilitzant pasties en el AVN Adult Entertainment Expo 2010

Els pasties, en singular pasty o pastie, (de l'anglès paste, «enganxar») són pegats corporals que es fixen amb un adhesiu que cobreixen els mugrons i les arèoles d'una dona en aquells llocs en què el topless o el nu integral es consideren inadequats o es troben rigorosament prohibits.
Malgrat que els pasties s'associen normalment amb strippers, espectacles burlescos i entreteniment eròtic, de vegades també són usats de manera més casual com roba interior i roba de platja, com de tant en tant. Un exemple d'ús freqüent és en les manifestacions anuals del Go Topless Day en els Estats Units, on les dones manifestants en topless porten pasties que imiten els mugrons sobre els seus propis mugrons per evitar el possible enjudiciament sota les lleis d'indecència.
No solen ser molt més grans que les arèoles, però han donat lloc a l'aparició d'una mena de microkini sense subjecció alguna conegut com a strapless bikini. Hi ha una gran varietat de colors, textures i formes.
Els dissenyats per cobrir la vulva es denominen merkin o maebari (前貼り).

## Disseny
Els pasties es presenten com una alternativa als diferents tipus de sostenidor; el pasty té l'avantatge de permetre que el pit quedi lliure alhora que amaga una possible erecció del mugró.
Hi ha una varietat de colors, diàmetres i formes. Poden ser una simple cinta adhesiva o estar coberta de pedres precioses. També poden ser de color carn, que donen la impressió d'un pit sense mugró. Alguns pasties són per a un sol ús, mentre que altres es poden netejar i reutilitzar. Malgrat que existeixen una varietat de mides, en general no són molt més grans que la arèola.
Els pasties s'apliquen en general amb una cinta especial o cola fixadora, sovint goma aràbiga. No obstant això, en algunes situacions, els pasties poden ser un problema quan cauen sols o quan costen de treure'ls. Algunes dones són al·lèrgiques a alguns adhesius o material del pasty. A causa d'això, la majoria de pasties d'alta qualitat estan fets de silicona hipoal·lèrgica i es fa servir adhesius especials per reduir les probabilitats d'una reacció al·lèrgica.
De vegades el pasty es pot utilitzar per a cobrir la vulva, com un tanga, per complementar la part superior coberta amb pasties; això és conegut com a merkin o maebari (en japonès).

## Entreteniment

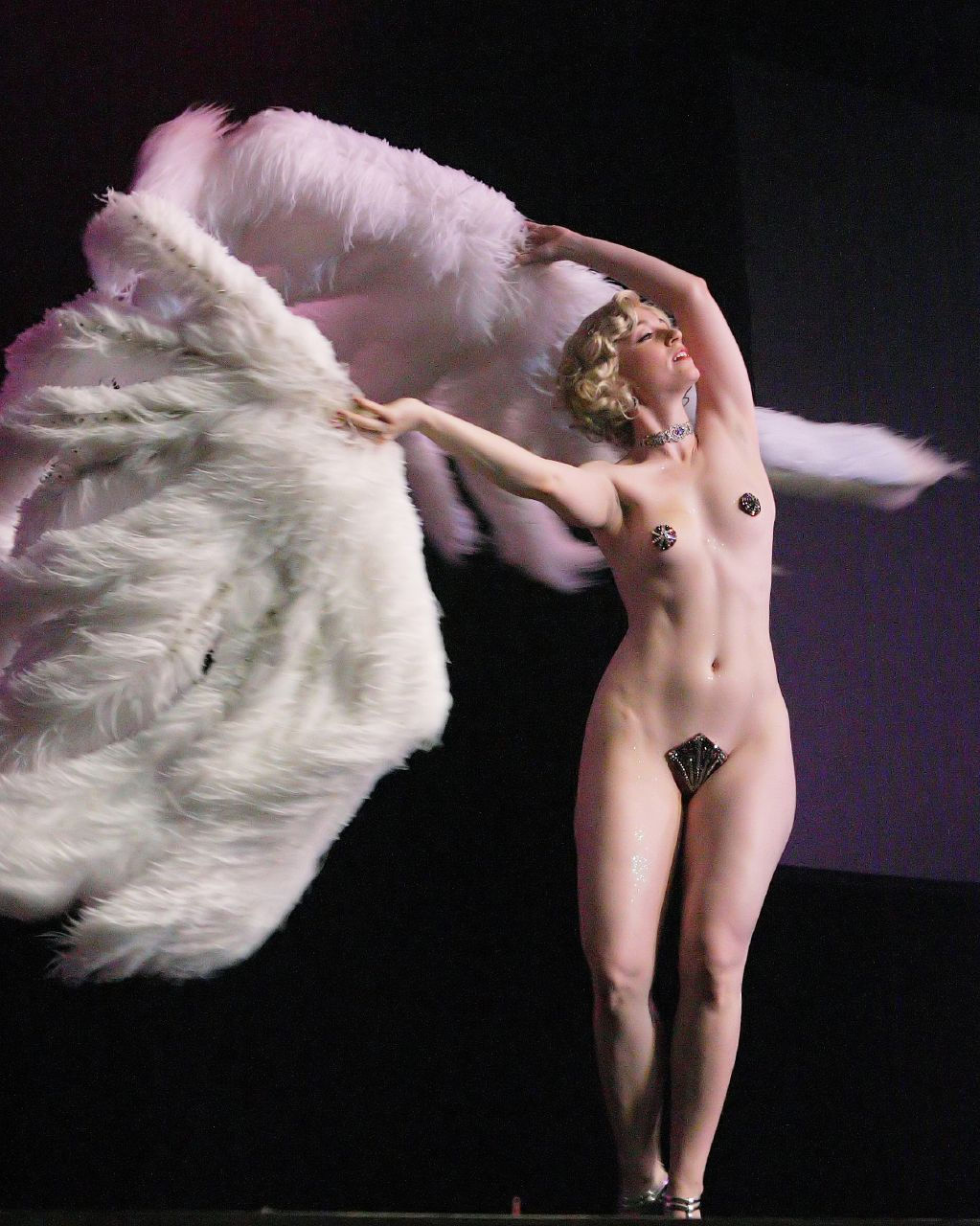
Michelle L'amour, a Miss Exotic World 2005

Els pasties van sorgir en la dècada del 1920 en els espectacles burlescos i de striptease, com una manera d'evitar la ruptura de la llei en les actuacions on les artistes apareixien en topless o nues. Els pasties van arribar a ser considerats per alguns com més estètic i eròtic. Van ser usats en els cabarets com el Folies Bergère i Le Lido. S'atribueix a l'artista de burlesca Carrie Finnell l'afegiment de borles que pengen des del centre del pasty, i el fer girar les borles com a part d'una actuació. El gir de les borles ha evolucionat fins a incloure el gir amb borles enceses amb foc.
En algunes parts dels Estats Units, les ballarines eròtiques utilitzen pasties en els clubs de striptease per evitar ser processades sota les lleis d'indecència pública locals. En casos extrems, s'utilitzen pasties de làtex líquid per complir amb les lleis locals, aixecant les crítiques de les strippers que els legisladors estan participant en la crueltat en requerir l'ús de material adhesiu al mugró.
Els pasties són usats per molts artistes neoburlesques, i també es troben en discoteques, festes fetitxe, salons oficials pornogràfics (com l'AVN a Las Vegas), i desfilades (com les desfilades de l'orgull, per evitar ser acusades d'exhibicionistes).
Els pastis també són usats per actrius durant el rodatge d'una escena que aparentment estan en topless o nues.

## Roba interior

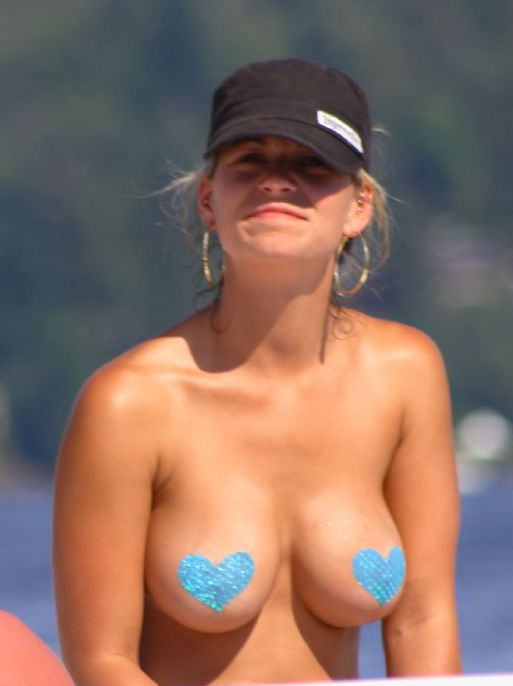
Una dona amb pasties en forma de cor a Seattle, agost de 2007

Algunes dones usen pasties quan usen un vestit sense tirants o sense respatller. Algunes dones que decideixen anar sense sostenidor, a vegades usen pasties. Es poden utilitzar pasties de manera que els seus mugrons i arèoles no són visibles a través de roba o roba interior, o en cas que experimentin una erecció dels mugrons. Algunes dones fan servir pasties per evitar la irritació dels mugrons pel frec contra la tela de la peça de vestir exterior. Quan s'utilitzen sota la roba, els pastis són de vegades anomenats «breast petals» (pètals de mama) o «nipple covers» (cobridors de mugró).

## Vestits de bany
De vegades es fan servir pasties a les platges per maximitzar un bronzejat, evitant així el topless o la nuesa, i evitar les línies i formes que produeixen els biquinis sobre la pell. El vestit de bany anomenat strapless bikini (bikini sense tirants) (que no s'ha de confondre amb el bandeau) de diversos fabricants, és bàsicament una combinació de pasties en la part superior junt amb una peça d'estil maebari o un merkin en la part inferior.